# Сельское поселение «Село Волое»
Сельское поселение «Село Волое» — муниципальное образование в составе Кировского района Калужской области России.
Центр — село Волое.
Известно тем, что в 1960-1980-х годах в нём проживало 72 многодетные семьи. На 380 дворов приходилось 27 матерей, удостоенных звания "Мать-героиня". В среднем каждая семья имела 5 детей.
Исследование данного феномена отражено в документальном фильме "Блаженны кроткие", снятым студией ЦСДФ в 1988 году.

## Население
| 2010 | 2012 | 2013 | 2014 | 2015 | 2016 | 2017 |
| ---- | ---- | ---- | ---- | ---- | ---- | ---- |
| 422  | ↘406 | ↘391 | ↘371 | ↘346 | ↘341 | ↘324 |
| 2018 | 2019 | 2020 | 2021 |      |      |      |
| ↘321 | ↘309 | ↘300 | ↗524 |      |      |      |

## Состав
В поселение входят 2 населённых места:
- село Волое
- поселок Малиновский

## Известные уроженцы
- Сергей Умнов (р. 1964) — помощник Министра внутренних дел Российской Федерации[15], начальник Главного управления МВД России по г. Санкт-Петербургу и Ленинградской области (с 1 марта 2012 по 8 февраля 2019)[16], генерал-лейтенант полиции.